# Arroyo Lechiguana
EL arroyo Lechiguana es un curso fluvial uruguayo que atraviesa el departamento de Cerro Largo.
Nace en la Sierra de Aceguá, cerca del límite con Brasil y desemboca en el río Negro tras recorrer alrededor de 27 km.
- Datos: Q4434683